# François Reille-Soult
Pour les articles homonymes, voir Reille.
Pour les autres membres de la famille, voir Famille Reille.
François Reille-Soult de Dalmatie  (dit  mondainement le « duc de Dalmatie »), est un homme politique français né le 11 septembre 1891 à Versailles et mort le 12 octobre 1971 à Écuillé (Maine-et-Loire).

## Biographie

### Jeunesse et études
François-Xavier-Marie-Victor Reille-Soult de Dalmatie est le fils d'André Reille et de Delphine Vaïsse. Avec ses quatre frères, il est autorisé par décret du 24 janvier 1910 à ajouter au patronyme Reille celui de Soult de Dalmatie,, qui est celui de leur grand-mère, dernière du nom. Après le décès de son frère aîné René Reille-Soult de Dalmatie, qui prend sans droit le titre de duc de Dalmatie (éteint en 1857 en ligne masculine dans la famille Soult), il porte aussi le titre mondain et non légal de duc de Dalmatie,.
Il étudie à l'École libre des sciences politiques.

### Parcours professionnel
Mobilisé lors de la Première Guerre mondiale, il est décoré de la Croix de guerre.
Il succède à son frère René comme député du Tarn en 1919. Battu en 1924; il retrouve son siège en 1928 et reste député jusqu'en 1940. Il est conseiller général du canton de Brassac entre 1920 et 1940. Il est l'un des fondateurs et le vice-président du Parti démocrate populaire.
Il acquiert la propriété, avec Maurice de Solages, du quotidien royaliste L'Express du Midi (en), qu'ils renomment La Garonne.
Bien qu'ayant voté les pleins pouvoirs au maréchal Pétain le 10 juillet 1940, il devient membre du réseau organisé par le Groupe dit de la rue de Lille dans le Tarn et chef des Mouvements unifiés de la Résistance (MUR), et entre au Comité départemental de Libération (CDL).
Il retrouve son siège de député en 1945, sous l'étiquette MRP grâce à son engagement dans la Résistance et en devient vice-président du groupe parlementaire en 1946. Il reste député tout au long de la Quatrième République. Battu par André Vidal en 1958 et 1962, il quitte la vie politique. À la Chambre, il fut vice-président de plusieurs commissions.
Marié à Marie de Labriffe (1893-1985), il est le beau-père de la femme de lettres Frances de Dalmatie.
Il avait hérité de son oncle, Henri Vaïsse, du château du Plessis-Bourré.

## Distinctions
- Médaille de la Résistance française (6 septembre 1945)[6]

## Sources
- Ressource relative à la vie publique :   - Base Sycomore
- Notices d'autorité :   - VIAF
  - ISNI
  - IdRef
- « François Reille-Soult », dans le Dictionnaire des parlementaires français (1889-1940), sous la direction de Jean Jolly, PUF, 1960 [détail de l’édition]